# Paul Tissier
Pour les articles homonymes, voir Tissier.
Paul Tissier (né le 30 mai 1886 à Joigny et décédé le 11 juillet 1926 à Nice) est un architecte de formation, concepteur de plusieurs villas construites sur la Côte d'Azur. Il connaît un grand succès en tant que créateur de fêtes.

## Biographie
Paul Tissier naît en 1886 à Joigny dans une famille de la petite bourgeoisie. Élève sérieux, il ne tarde pas à s'intéresser plus particulièrement au dessin et réussit le concours d'entrée de l’École des beaux-arts de Paris en 1904. Il y suit des études d'architecture et, ce faisant, développe ses talents d'aquarelliste (bâtiments, vues urbaines...). En 1910, il entre dans l'agence de l'architecte Guillaume Tronchet, avant de rejoindre en 1912 l'architecte André Lecomte du Noüy sur un chantier en Roumanie. Parallèlement, il s'investit dans la vie associative de son ancienne école puisqu'après y avoir créé en 1909 une société musicale, il devient président du comité du bal des Quat'z'Arts de 1911 à 1913. C'est à cette époque qu'il fait la connaissance de sa future épouse, la harpiste Gisèle Grandpierre.
Sa carrière est temporairement interrompue par la Première Guerre mondiale. Blessé au combat, il est écarté de la zone de front et expose à plusieurs reprises ses aquarelles, notamment des dessins d'après les ruines causées par le conflit dans l'Oise et dans la Meuse. Après la guerre, il tente de reprendre son activité d'architecte, mais doit faire face à plusieurs déconvenues qui l'amènent à se détourner des chantiers de la reconstruction pour aller tenter sa chance sur la Côte d'Azur. En 1921, il fonde l'éphémère Société de constructions modernes qui propose des maisons sur catalogue et réalise une douzaine de villas. 
En 1924, sa carrière connaît un tournant décisif avec la rencontre d'Alfred Donadei, président de la Société des grands hôtels de Nice. Celui-ci souhaite en effet relancer l'attractivité de la ville et de ses palaces en y organisant de grandes et somptueuses fêtes. Pendant deux ans, Paul Tissier va créer des fêtes parmi les plus courues des Années folles, non seulement à Nice, mais aussi à Chamonix, Ostende, Boulogne-sur-Mer ou encore Biarritz comme : « Le Banquet chez le proconsul », « Un repas de noce en Russie », « Dîner chez le mikado », « L'Oasis », « Versailles », « Le Triomphe de la mode », « Fête des fous », etc. En juillet 1926, Tissier décède brutalement des suites d'un œdème pulmonaire à l'âge de 40 ans.

## Postérité
Son travail, tant d'architecte que de créateur de fêtes, sombre dans l'oubli. Mais grâce à sa veuve, qui conserva archives, dessins et décors, ainsi qu'à Patrick Le Nezet, fondateur de l'Association des amis de Gisèle Tissier, et à Stéphane Boudin-Lestienne, auteur d'une thèse et d'un livre sur l'artiste, l'œuvre de Paul Tissier est depuis quelque temps[Depuis quand ?] redécouverte.
L'ouvrage Paul Tissier, l'architecte des fêtes des Années folles a été récompensé par le prix Paul-Marmottan en 2022.